# Væb
VÆB (вимовл. як «вайб») — ісландський електронний музичний дует, що складається з братів Гальфдана Гельгі (нар. 4 червня 2003 року) та Маттіаса Давіда Маттіассонів (нар. 7 грудня 2004 року). Вони представлятимуть Ісландію на Пісенному конкурсі Євробачення 2025 з піснею «Róa».

## Історія

### Ранні роки
Гальфдан Гельгі та Маттіас Давід Маттіассони займаються музикою з юних років, оскільки походять з дуже музичної родини. Їхній батько, Маттіас, — органіст, викладач гри на саксофоні та хоровий керівник. Їхня мати, Аслауг, — співачка та викладачка вокалу.
Брати почали вивчати музичні інструменти з раннього віку: Гальфдан — барабани, а Маттіас — трубу. Вони також багато співають з дитинства, а 2015 року, у віці 12 років, Гальфдан переміг у популярному ісландському телевізійному співочому конкурсі «The Christmas Star».

### Кар'єра
2022 року Маттіассони створили дует VÆB після публікації комедійної пісні в TikTok. Вона привернула стільки уваги в соціальних мережах, що вони вирішили опублікувати її на стримінгових платформах і з того часу випускають музику.
Væb дебютували в музичній індустрії зі студійним альбомом Væb tékk, випущеним у вересні 2022 року, якому передували сингли «Aron Can (Borðar kál)», присвячений однойменному виконавцеві, та «Þetta kallar á drykk». З реміксом пісні «Ofboðslega frægur» (2023)співака Інгі Бауером, Væb досягли своїх перших комерційних успіхів і дебютували серед двадцятки найкращих чарту Tónlistinn. «Tölur tala» також увійшла до національного хіт-параду, де посіла 21 місце.
У лютому 2024 року гурт Væb взяли участь у Söngvakeppnin, ісландському національному відборі на Пісенний конкурс Євробачення, з піснею «Bíómynd»; пройшовши півфінал, вони вийшли до фіналу, де посіли 4 місце. Тим не менш, їхня пісня була найпопулярнішою піснею серед учасників конкурсу, зокрема переможниці Гери Бйорк і Башара Мурада, що посів друге місце, завдяки чому «Bíómynd» першою та єдиною увійшла до чартів 10 найкращих в Ісландії.
Наступного року Væb знову стали учасниками Söngvakeppnin. З піснею «Róa» їм вдалося пройти півфінал та вийти у фінал. «Róa» пізніше стала переможною піснею, оскільки була улюбленицею журі та публіки; таким чином, Væb здобули право представляти Ісландію на Пісенному конкурсі Євробачення 2025. Крім того, пісня досягла найвищого в їхній кар'єрі місця в Tónlistinn, піднявшись на четверту позицію.
В березні 2025 Væb спільно з представником Естонії на Євробаченні 2024 5miinust взяли участь у благодійному ефірі, який організував ютубер ESC Gabe, на якому збирали кошти на допомогу Україні в російському вторгненні. На трансляції вони грали у вікторину Євробачення, ранжували ісландські концертні записи, співали караоке, переглядали малюнки фанатів та зібрали 3,952 долара.

## Дискографія

### Альбоми
- Væb tékk (2022)

### Мініальбоми
- Væbauer (2024)

### Сингли

#### Як головні артисти
- «Aron Can (Borðar kál)» (2022)
- «Þetta kallar á drykk» (2022)
- «Ríðum ríðum» (2022) разом із Háski and Rokkkór Íslands
- «Alveg dagsatt» (2022) разом із Villi Neto, Reynir, Barnakór Lindakirkju
- «Ofboðslega frægur (Remix)» (2023) разом із Ingi Bauer
- «Tölur tala» (2023) feat. Herra Hnetusmjör
- «Sömmer Baby» (2023) разом із Lil Curly
- «Ég er á leiðinni (Remix)» (2023)
- «Bíómynd» (2024)
- «Movie Scene» (2024)
- «Til hamingju» (2024)
- «Róa» (2025)
- «Jaja Ding Dong (Remix)» (2025) разом із Ingi Bauer

#### Як запрошені артисти
- «Macarena gella» (2023) Rjóminn feat. Væb
- «Fullur» (2024) Blackout Bois feat. Væb

### Інші роботи
- «Kóngur í einn dag» (2024) разом із Villi Neto
- «Sem kóngur ríkti hann» (2024) разом із Villi Neto